# S・J・ボルトン
S・J・ボルトン（S. J. Bolton）は、イギリスの推理作家。代表作はレイシー・フリント (Lacey Flint) 巡査が活躍する警察小説のシリーズ。本国では本名のシャロン・ボルトン (Sharon Bolton) 名義に戻している。3人姉妹の長女で、ランカシャーで生まれ育った。女優やダンサーを夢見ながら、大学では演劇を学んだ。現在はオックスフォード近郊の村に夫と息子と飼い犬と暮らしている。

## 作品リスト

### レイシー・フリント (Lacey Flint) シリーズ
長編
1. Now You See Me (2011)
2. Dead Scared (2012)
3. Like This For Ever (2013) - アメリカでのタイトルはLost
4. A Dark and Twisted Tide (2014)

中編
- If Snow Hadn't Fallen (2012) - 第1作"Now You See Me" 後の物語
- Here Be Dragons (2016) - 第4作"A Dark and Twisted Tide" 後の物語

### その他
- 『三つの秘文字』上・下（Sacrifice、法村里絵訳、 創元推理文庫）  2008年 /  2011年9月
- 『毒の目覚め』上・下（Awakening、法村里絵訳、創元推理文庫）  2009年 /  2012年8月
- 『緋の収穫祭』（Blood Harvest、法村里絵訳、創元推理文庫）  2010年 /  2014年4月
- Little Black Lies (2015)
- Daisy In Chains (2016)
- Dead Woman Walking  (2017)
- The Craftsman (2018)

## 映像化
2016年、『三つの秘文字』（Sacrifice）がラダ・ミッチェル、ルパート・グレイヴス、デイヴィッド・ロブ出演、ピーター・ダウリング監督で映画化されることがルミナス・ピクチャーズ (Luminous Pictures) から発表された。

## 受賞
2009年、『三つの秘文字』で国際スリラー作家協会賞新人賞にノミネート。2010年、『毒の目覚め』でメアリー・ヒギンズ・クラーク賞を受賞、同賞には前年と翌年にもノミネートされた。同年、『緋の収穫祭』がゴールド・ダガー賞にノミネートされた。バリー賞英国ミステリ部門には、2010年から2012年まで『毒の目覚め』『緋の収穫祭』"Now You See Me" で3年連続でノミネートされた。2014年、作品全体に対して英国推理作家協会から図書館賞が贈られた。2016年、"Little Black Lies" がマカヴィティ賞長編部門にノミネート。